# 휠체어

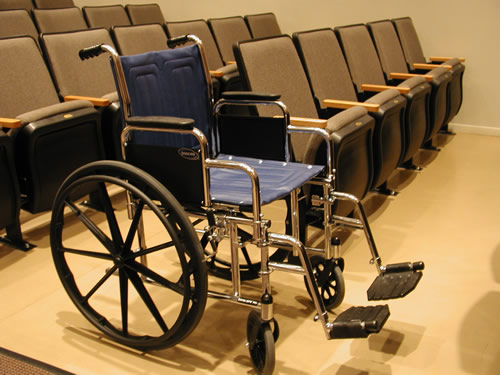
극장에 놓여 있는 휠체어.

휠체어(영어: wheelchair, 문화어: 사륜차) 또는 바퀴의자(-椅子) 또는 의자차(椅子車)는 이용자가 앉을 수 있는 바퀴가 달린 이동식 의자이다. 이 기기는 사람의 손으로 바퀴를 돌리거나 다양한 자동화 시스템을 통하여 앞으로 나가게 할 수 있다. 휠체어는 정신적으로나 육체적인 질병, 상해, 장애로 인하여 걷기가 어렵거나 불가능한 사람들이 이용한다. 앉고 걷는 것 모두를 할 수 없는 사람들은 휠벤치를 사용하여야 한다.

## 역사
휠체어의 첫 기록은 6세기에 등장하며, 중국의 돌판 위에 새겨진 기록에서 찾을 수 있다. 독일 르네상스 시기로 거슬러 올라가면 이 기술을 사용한 사람들은 유럽인들이다. 1933년에 기술공인 헤리 제닝스는 채광 사고로 등을 다친 그의 장애인 친구인 동료 기술공 허버트 에버레스트(Herbert Everest)와 함께 최초의 가벼운 강철 접이식 휠체어를 발명하였다.
휠체어의 구성 및 가이드 참고

## 구분
크게는 수동식과 자동식으로 나눌 수 있다. 그 외 패럴림픽 등에 나가는 신체장애인들을 위해 출시된 사이클형 휠체어도 있다.

## 대여 정보
대한민국에서 휠체어는 시군구청이나 건보공단에서 무료로 대여받을 수 있다. 단, 공간 이동의 제약과 대여일수에 한계가 있으며, 휠체어가 고장 시 담당관의 성향에 따라 책임소재를 사용자가 책임져야 하는 경우가 발생한다.
장애인복지관에서 휠체어를 대여해주기도 한다.
노인장기요양보험을 통한 휠체어를 대여할 수도 있다. 국민건강보험공단에서 지정한 복지용구 업체에서는 노인장기요양보험을 사용을 위한 휠체어 대여 사업을 하고 있다. 노인장기요양보험을 가지고 있지 않더라도 일반적으로 대여를 해주고 있다.

## 같이 보기
- 의자
- 액세서빌러티(접근성)
- 유니버설 디자인
  - 배리어 프리
- 저상버스
- 지팡이